# Italo Balbo
Italo Balbo (ur. 6 czerwca 1896 w Ferrarze, zm. 28 czerwca 1940 w Libii) – włoski lotnik, twórca i marszałek włoskiego lotnictwa wojskowego oraz wysokiej rangi polityk faszystowski, typowany na następcę Benita Mussoliniego.

## Życiorys
Italo Balbo urodził się 6 czerwca 1896 roku w Ferrarze. Jego ojciec Camillo, był nauczycielem. 
W 1910 roku w wieku zaledwie 14 lat poznał generała Ricciotti Garibaldi, syna Giuseppe Garibaldiego i zaczął publikować artykuły w czasopiśmie wydawanym przez partię generała. Chciał wziąć udział we włoskiej ekspedycji militarnej do Albanii. Rok później wstąpił do partii Partito Mazziniano. 
W 1911 roku przeniósł się do Mediolanu. Tu w 1914 roku zetknął się z Benito Mussolinim, wydającym wówczas dziennik Popolo d'Italia. Podobnie jak Mussolini uważał, że Włochy powinny wziąć udział w I wojnie światowej po stronie państw Ententy. Niezależnie od swojej działalności w Mediolanie uczestniczył w działalności nawołujących do udziału w wojnie tzw. Fascio Rivoluzionario d'Azione Internazionalista w Ferrarze.
W I wojnie światowej Italo Balbo służył w jednostkach alpejskich armii włoskiej. Trzykrotnie odznaczany, dosłużył się rangi kapitana. Po wojnie pozostawał zatrudniony przez armię aż do maja 1920 roku ukończył studia w Istituto Superiore di Scienze Sociali "Cesare Alfieri" na uniwersytecie we Florencji (dzisiejszy wydział nauk politycznych) i podjął pracę jako urzędnik bankowy w Ferrarze. 
W styczniu 1921 roku związał się z ruchem faszystowskim w Ferrarze. Był organizatorem bojówek, które atakowały lewicowych polityków i przeciwników Mussoliniego, działających w okolicach rodzinnej Ferrary. Balbo był także aktywny na szczeblu krajowym. W czasie marszu na Rzym (1922 rok), mimo młodego wieku był już jednym z ważniejszych działaczy faszystowskich, a w roku 1924 został szefem Faszystowskiej Milicji. Rok później objął wysokie stanowisko w ministerstwie gospodarki.
W 1926 roku niemający pojęcia o lataniu Balbo otrzymał od Mussoliniego stanowisko sekretarza lotnictwa. W związku z tą nominacją Balbo w błyskawicznym tempie nauczył się pilotażu i zdobył ogólne wykształcenie w dziedzinie lotnictwa. Stał się głównym budowniczym włoskiego lotnictwa wojskowego. W 1928 roku otrzymał stopień generała lotnictwa, zaś rok później objął także stanowisko ministra lotnictwa.
Na początku lat 30. XX wieku postać Balbo uzyskała światowy rozgłos za sprawą dwóch przeprowadzonych przezeń grupowych przelotów przez Ocean Atlantycki. W 1930 roku, w czasie pierwszego z tych lotów, Balbo z 12 samolotami przeleciał z Orbetello we Włoszech do Rio de Janeiro w Brazylii, zaś podczas drugiego, w 1933 roku, 24 maszyny przeleciały z Rzymu do Nowego Jorku i Chicago. W tym samym roku Balbo został namiestnikiem włoskiej kolonii Libii.
28 czerwca 1940 roku nad Tobrukiem samolot z lecącym Italo Balbo został zestrzelony przez włoską obronę przeciwlotniczą. Władze włoskie podały oficjalną informację, iż zestrzelenie nastąpiło w wyniku pomyłki.